# Nova Srbija
Nova Srbija (NS), zu Deutsch Neues Serbien (serbisch: Нова Србија), ist eine rechtsgerichtete Partei in Serbien.
Gegründet wurde sie am 10. August 1998 von einigen Mitgliedern der Partei Serbische Erneuerungsbewegung. Der Vorsitzende der Partei ist Velimir Ilić. Bei den Wahlen im Oktober 2000 erreichte die Partei im Bündnis der Demokratischen Opposition Serbiens acht Sitze im Parlament. 2003 trat sie bei den Wahlen im Bündnis mit der Partei Serbische Erneuerungsbewegung, aus der sie hervorgegangen war, an und errang 9 Sitze.
Bei den Wahlen im Januar 2007 bildete sie eine Koalition mit der Demokratischen Partei Serbiens. Die Koalition errang 47 Sitze im Parlament und bildete bis Mai 2008 mit der Demokratischen Partei (DS) und der Partei G17 Plus die Regierung. Nach der Wahl 2008 reichte es nicht mehr zur Regierungsbildung; die Partei ging in die Opposition.